# Vigilância de gênero
Vigilância de gênero é a imposição ou a aplicação de expressões ou comportamentos de gênero normativos sobre um indivíduo que é percebido como não estando a realizar de forma adequada para o sexo e gênero que atribuído ao nascer, ou segundo a sua identidade de gênero.

## Na criança
A expressão de gênero de um indivíduo é frequentemente primeiro policiado pela família, bem como outras autoridades mais velhas, como docentes e pessoas prestadoras de cuidados de dia, em uma idade muito jovem. Policiamento de gênero é parte do processo de filhos "Incorporando o gênero", ou socializar-los de uma forma considerada convencionalmente adequado ao gênero atribuído. Uma vez que as crianças são ensinadas as normas de gênero e experimentar sua aplicação, eles são propensos a começar a policiar outros - ambos os seus pares e os mais velhos.
Literatura substancial em relação ao sexo ou gênero e comportamento da família em relação a seus filhos e filhas indica que dois padrões de digitação de gênero por parte da família estão bem documentados. Em primeiro lugar, pais são mais propensos do que mães a impor limites de gênero, ou policiar as expressões de gênero de suas crianças.